# Manoir de Niemi (Tampere)
Le manoir de Niemi est situé dans le quartier Niemenranta de Tampere en Finlande.  

## Présentation
La ferme de Niemi est créée en 1840, lors de la fusion des fermes de Vähäniemi et d'Isoniemi. 
Le dernier propriétaire individuel du manoir de Niemi était Matilda Niemi (1831–1907), qui a vendu la ferme à A. Ahlström Oy en 1887.